# Mark Pillow
Mark Jeremy Pillow (* 14. April 1959 in Leeds, West Yorkshire, England) ist ein britischer Schauspieler. Einem breiteren Publikum bekannt wurde er durch seine Rollen des Nuclear Man im Film Superman IV – Die Welt am Abgrund und die des Alaska Kid in der gleichnamigen Fernsehserie. Pillow ist verheiratet und hat zwei Kinder.

## Filme
- 1987: Superman IV – Die Welt am Abgrund
- 1987: Kampf gegen die Mafia (Fernsehserie)
- 1993: Alaska Kid (Fernsehserie)